# Tennistoernooi van Nottingham 2022
Het tennistoernooi van Nottingham van 2022 werd van maandag 6 tot en met zondag 12 juni 2022 gespeeld op de grasbanen van het Nottingham Tennis Centre in de Engelse stad Nottingham. De officiële naam van het toernooi was Rothesay Open Nottingham.
Het toernooi bestond uit twee delen:
- WTA-toernooi van Nottingham 2022, het toernooi voor de vrouwen
- een challenger-toernooi voor de mannen

## Toernooikalender
| Nottingham        | juni 2022 | juni 2022 | juni 2022 | juni 2022 | juni 2022   | juni 2022    | juni 2022 |
| Nottingham        | maa 6     | din 7     | woe 8     | don 9     | vrĳ 10      | zat 11       | zon 12    |
| ----------------- | --------- | --------- | --------- | --------- | ----------- | ------------ | --------- |
| vrouwenenkelspel  | 1e ronde  | 1e ronde  | 2e ronde  | 2e ronde  | kwartfinale | halve finale | finale    |
| vrouwendubbelspel |           | 1e ronde  | 1e ronde  | 1e ronde  | 2e ronde    | halve finale | finale    |

ATP-toernooi van Nottingham – WTA-toernooi van Nottingham

2015 · 2016 · 2017 · 2018 · 2019 · 2020 · 2021 · 2022 · 2023 · 2024